# شارل دانکلا
شارل دانکلا (فرانسوی: Charles Dancla‎) (زادهٔ ۱۹ دسامبر ۱۸۱۷ - درگذشتهٔ ۱۰ اکتبر ۱۹۰۷) آهنگ‌ساز، نوازندهٔ ویولن و معلم موسیقی اهل فرانسه بود. او از آهنگ‌سازان دورهٔ رمانتیک موسیقی کلاسیک به‌شمار می‌رود.